# الحرج المتعلق بالصحة
يختلف مصدر الشعور بالإحراج ودرجته من شخص لآخر. فبالنسبة للبعض، يزداد الإحراج عندما ترافقه عوامل محددة مثل طبيب من الجنس الآخر، فيما يشعر آخرون بالإجهاد نتيجة الإحراج بغض النظر عن العلاقات الاجتماعية بين الأشخاص في نفس المجموعة. بالنسبة لآخرين، قد يتضاعف الشعور بالإحراج خصوصًا في الفئات المحرومة اقتصاديًا واجتماعيًا، كأولئك الذين يحتاجون إلى المساعدة المالية ليتمكنوا من الحصول على المساعدة الطبية. في هذه المواقف، يزداد الحرج بسبب احتمال خضوع الشخص لفحص طبيب، أو أحد الوالدين إذا كان تحت السن القانوني. وأيضًا قد يشعر الإنسان بالإحراج في حال كان شخصًا راشدًا لكنه يعيش ظروفًا اقتصادية واجتماعية متواضعة وسيفحصه موظفو الخدمة الاجتماعية مثلًا.